# Victory Songs
Victory Songs ist das dritte Studioalbum der finnischen Folk-Metal-Band Ensiferum. Es wurde am 23. März 2007 in Finnland durch Spinefarm Records, und am 28. März 2007 durch Drakkar Entertainment in Deutschland veröffentlicht. Aufgenommen wurde es von November bis Dezember 2006 in den finnischen Sonic Pump Studios. Es ist das erste vollständige Album, auf dem die damals neuen Bandmitglieder Petri Lindroos, Sami Hinkka und Janne Parviainen zu hören waren, und das letzte, auf dem Meiju Enho mitspielte.

## Versionen
Von Victory Songs gibt/gab es mehrere Editionen, die teilweise nur in bestimmten Ländern erhältlich sind/waren.
- „Normale“ CD-Version
- „Normale“ LP-Version[3]
- Limited Edition – Dual-Disc (DigiBook)
  - Bei dieser Version war die CD beidseitig beschrieben, auf einer die normale Audio-CD, auf der anderen zwei Features:
    1. Ensiferum Photoshooting Feature
    2. „Iron“-Tour Feature
- Special Limited Tour-Edition – 2-CD (Digipack)[2]
- UK Special Edition – 2-CD (Digipack)
  - Enthielt neben dem Album auf noch auf einer zweiten CD die vorherige EP Dragonheads.

## Kritik
Victory Songs wurde von der Fachpresse überwiegend positiv bewertet, da es vor allem durch seine zumeist eingängigen Melodien dem Hörer in Erinnerung bleibt. Die Meinungen variierten allerdings teils erheblich – von Durchschnitt bis Meisterwerk.
So schrieb vampster.com:

„Ensiferum haben ihr vielleicht eingängigstes, wenn auch nicht ihr bestes Album aufgenommen. Fans können bedenkenlos zugreifen. Allen anderen würde ich empfehlen, zuerst das Debüt ‚Ensiferum‘ oder ‚Iron‘ anzutesten.“

Auch International kam das Album gut an, u. a. auch erkennbar an der Kritik auf der Website metalstorm.ee, die das Album mit 9,5 von 10 Punkten bewertete:

“It has been quite some time now since I have been so engrossed in a new album that it makes the hairs stand up on the back of my neck, it is such a pleasure to listen to and is a real gem of an album. Anyone remotely interested in folk music or power metal should fall in love with this album as soon as they hear it.”

„Es ist nun schon einige Zeit her, dass mich ein neues Album so gefesselt hat und mir die Haare im Nacken aufgestellt hat. Es ist eine Riesenfreude es anzuhören und es ein Juwel von einem Album. Jeder, der auch nur entfernt an Folk oder Power Metal interessiert ist, wird sich in das Album verlieben, sobald er es hört.“

## Inhalt

### Titelliste

#### CD 1
1. Ad Victoriam (Enho-Hinkka-Toivonen) – 3:10
2. Blood is the Price of Glory (Toivonen-Miettinen/Hinkka) – 5:17
3. Deathbringer from the Sky (Hinkka-Toivonen/Hinkka) – 5:10
4. Ahti (Toivonen/Hinkka) – 3:55
5. One More Magic Potion (Toivonen/Hinkka) – 5:22
6. Wanderer (Toivonen/Hinkka) – 6:32
7. Raised by the Sword (Enho-Toivonen/Enho) – 6:10
8. The New Dawn (Lindroos-Toivonen/Lindroos) – 3:42
9. Victory Song (Toivonen-Hinkka-Miettinen/Hinkka) – 10:38
10. Lady in Black – 4:34 (Uriah-Heep-Cover) Bonustrack der beiden Limited Editions

#### CD 2
Eine zweite CD gab es nur bei der Special Limited Tour-Edition
1. Dragonheads
2. Warrior’s Quest
3. White Storm
4. Into Hiding
5. Lady in Black – (04:55)
6. Battery (Metallica-Cover)

Für die Lieder der CD 2 der UK Special Edition siehe Dragonheads

### Inhalte der Lieder
- Ad Victoriam (deutsch „Zum Sieg“) ist ein reines Instrumentalstück, das als einfache Melodie beginnt und sich zu einem pompösen Marsch entwickelt.
- Blood is the Price of Glory (deutsch „Blut ist der Preis für Ruhm“) handelt von einer erbitterten Schlacht, bei dem das lyrische Ich seinen Respekt gegenüber allen Kriegern und seine Abneigung gegenüber allen Deserteuren ausdrückt.
- Deathbringer from the Sky (deutsch „Todbringer vom Himmel“) erzählt von einem fliegenden, feuerspeienden Ungeheuer (vermutlich ein Drache), das kommt, um die Menschheit zu töten, damit seinesgleichen die Welt regieren können.
- Ahti (deutsch „Ahti“ – finnischer Gott des Meeres) berichtet von diversen Personen, die Ahti anrufen, und deren Schicksalen.
- One More Magic Potion (deutsch „Ein weiterer Zaubertrank“) handelt von einigen Kriegern, die nach einer Schlacht sich im Wald verirren und dort bei einem Holzhaus einen Unterschlupf suchen. In dem Haus wohnt eine Hexe, die den Männern einen Zaubertrank mit stark halluzinogener Wirkung gibt, der die Männer in einen starken Rausch versetzt.
- Wanderer (deutsch „Wanderer“) erzählt von einem mysteriösen Wanderer (eventuell Odin, der ebenfalls den Spitznamen "Der Wanderer" hat), der einsam und unermüdlich übers Land zieht.
- Raised by the Sword (deutsch „Erhoben durch das Schwert“) verkündet am Anfang das Schicksal eines Volkes, das durch mysteriöse Krieger getötet werden soll und schließt damit ab, dass diesem Volk durch eine Armee/Gruppe von (Elite)-Kriegern geholfen werden wird.
- The New Dawn (deutsch „Der neue Morgen“, wörtlich „Das neue Dämmern“) berichtet von der Anspornung der Armee des lyrischen Ichs durch selbiges, um den bevorstehenden Kampf zu gewinnen.
- Victory Song (deutsch „Siegeslied“) handelt von der „Bestimmung“ einer großen Armee, in ein nördliches Land einzufallen, die Burg des dortigen Herrschers zu überfallen und um schließlich den dortigen Menschen einen neuen Glauben (vermutlich Christentum) aufzuzwingen. Das Ende bleibt offen, jedoch wird angedeutet, dass die Verteidiger gewinnen.[8]

## Gastmusiker

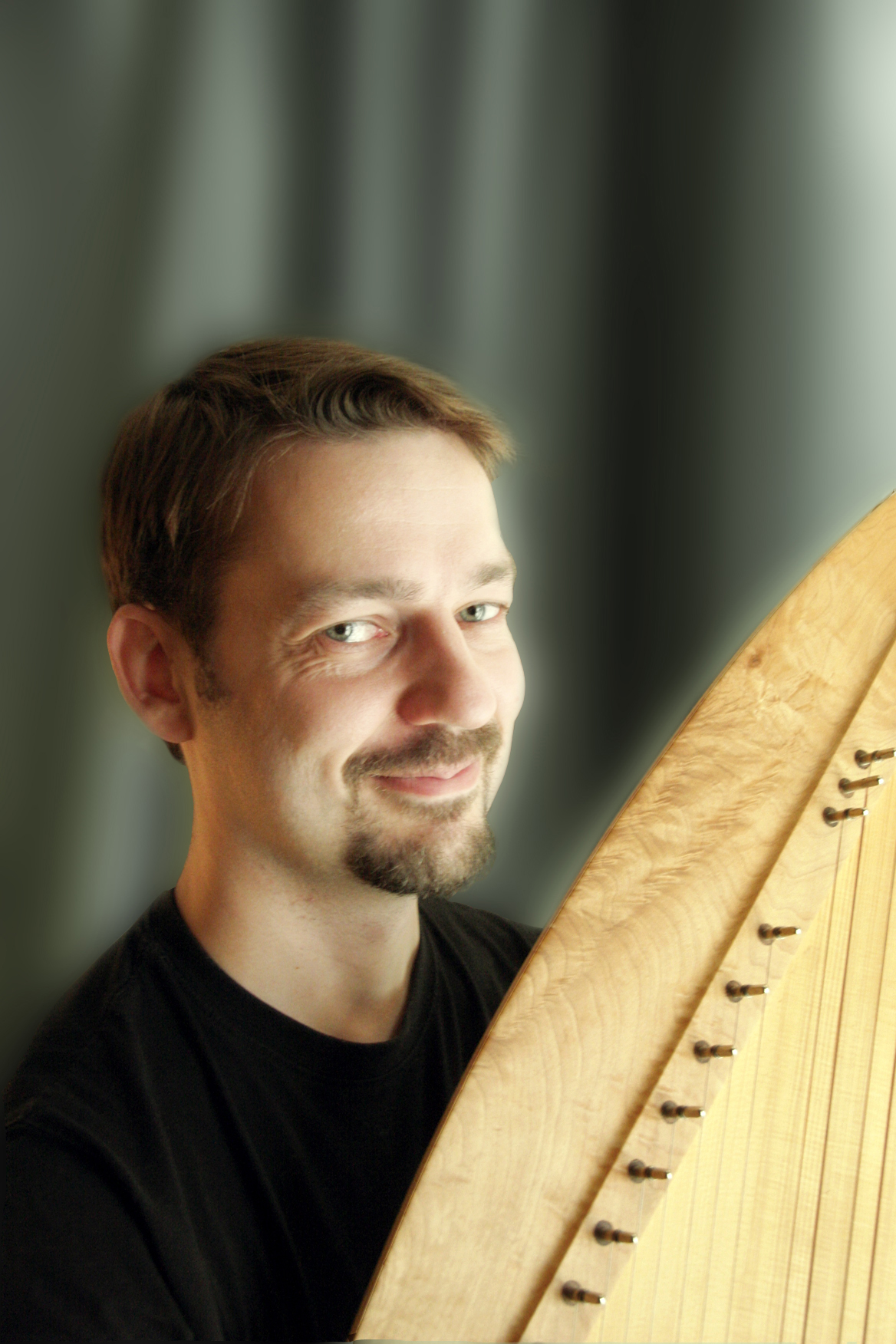
Timo Väänänen

Auf Victory Songs spielten neben den Bandmitgliedern noch folgende Gastmusiker mit:
- Aleksi „Man o'war“ Parviainen – Backgroundgesang und männlicher Sologesang
- Euge Valovirta – Akustikgitarre
- Timo Väänänen – Kantele
- Lassi Logrén – Nyckelharpa
- Kaisa Saari – Tin Whistle und Blockflöte
- Vesa Vigman – Mandoline, Bouzouki, Saz
- Petri Prauda – Dudelsack
- Johanna Vakkuri – Flöte
- D.P. – Growls
- Markus Österlund – Backgroundgesang
- Mikko Salovaara – Backgroundgesang

Mit Timo Väänänen gelang es Ensiferum einen der besten Kantelespieler Finnlands für das Album zu gewinnen. Es stellt zudem dessen erstmaliges musikalisches Mitwirken bei einem Metal Album dar.